# مرغ دارواش
مرغ دارواش یا دارواش‌مرغ (نام علمی: Dicaeum hirundinaceum) نام یک گونه از تیره شهدخواران است.